# Sjtsjolkovskaja
Het metrostation Sjtsjolkovskaja (Russisch: Щёлковская) is een metrostation op de Arbatsko-Pokrovskaja-lijn (lijn 3), in het oostelijk stadsdeel (okroeg) van Moskou.
Dit ondiep gelegen zuilenstation is het oostelijke eindpunt van de lijn. Het is 8 meter onder de grond gebouwd. De zuilen zijn bekleed met donkergroenachtig marmer. De opening vond plaats op 22 juli 1963, waarmee het aantal metrostations in Moskou op 66 kwam. Het station is erg druk vanwege het nabijgelegen Centraal Busstation van Moskou.

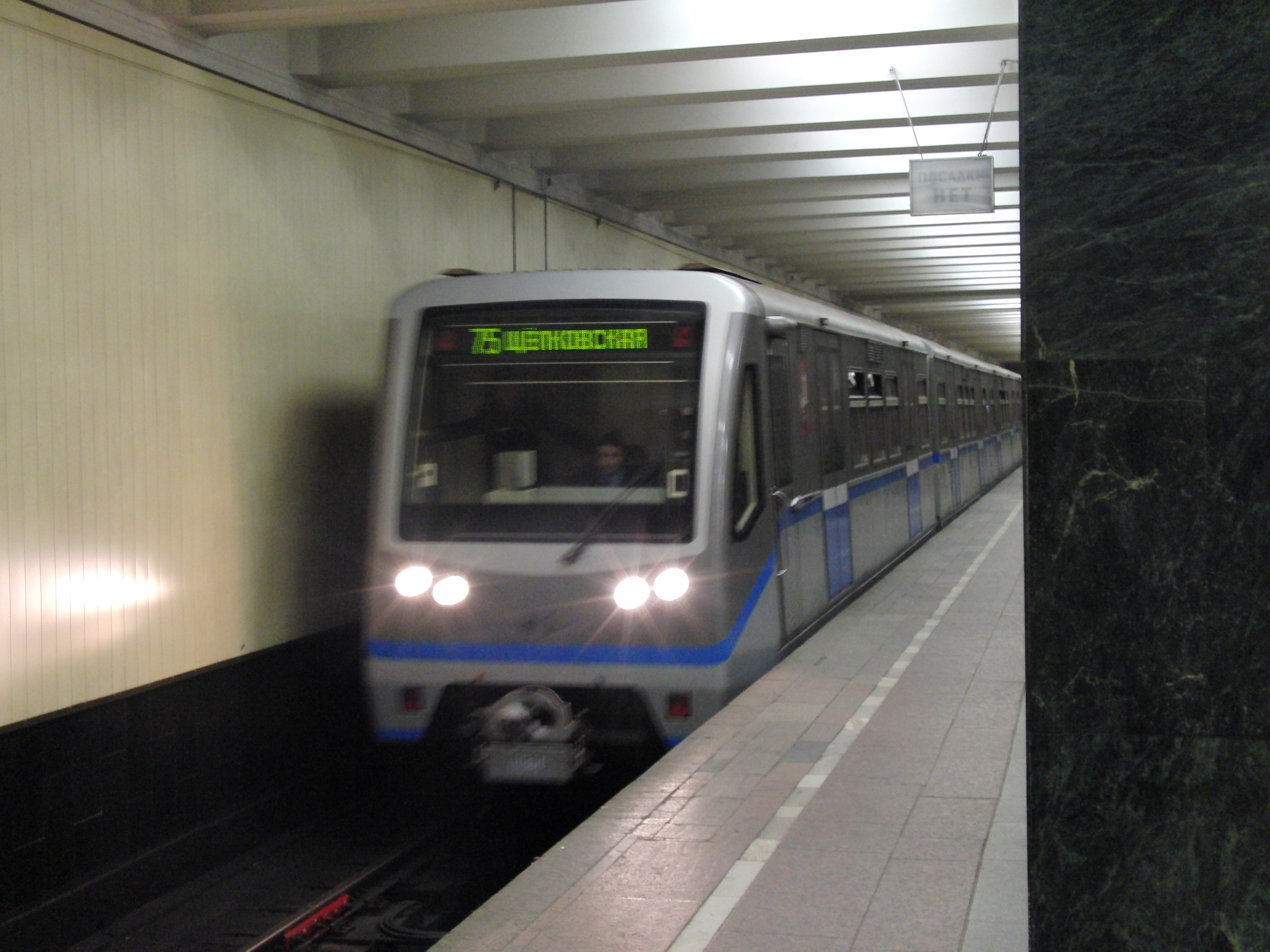
Metrotrein aan het perron.